# Kamen Rider Black RX
Kamen Rider BLACK RX (jap. 仮面ライダーBLACK RX Kamen Raidā Burakku Āru Ekkusu) – japoński serial tokusatsu, dziewiąta odsłona serii Kamen Rider. Serial powstał przy współpracy Ishimori Productions oraz Toei Company. Emitowany był na kanale MBS i TBS od 23 października 1988 do 24 września 1989 roku, liczył 47 odcinków. Serial jest bezpośrednią kontynuacją Kamen Rider BLACK, wystartował zaledwie dwa tygodnie po emisji ostatniego odcinka poprzedniej serii.
Został wykorzystany przez firmę Saban do produkcji amerykańskiej serii Gwiezdny Rycerz. Amerykańska wersja zawierała silnie zmodyfikowaną historię i wszystkie nowe postacie, w celu dopasowania serialu jako spin-offu serii Power Rangers.
Kamen Rider BLACK RX jest ostatnim serialem wyprodukowanym w okresie Shōwa.

## Fabuła
Pół roku po upadku Gorgomu, Kōtarō Minami zdobył pracę jako pilot helikoptera w przedsiębiorstwie prowadzonym przez rodzinę Sahara. Kōtarō później zostaje schwytany przez Imperium Crisis, gdzie dostaje ofertę dołączenia do grupy. Kiedy odmawia jego Królewski Kamień ulega pęknięciu na dwie części, a chłopak zostaje wyrzucony w przestrzeń kosmiczną, gdzie promieniowanie słoneczne zmienia Kamień w Sunrisera, a Kōtarō ewoluuje i z nowymi mocami staje się Kamen Rider BLACK RX. Jego nowym przeciwnikiem staje się Imperium Crisis ze swoimi planami przejęcia Ziemi.

## Bohaterowie
- Kōtarō Minami (jap. 南 光太郎 Minami Kōtarō) / Kamen Rider BLACK RX (jap. 仮面ライダーBLACK RX Kamen Raidā Burakku Āru Ekkusu)
- Reiko Shiratori (白鳥 玲子 Shiratori Reiko) – fotografka, dziewczyna Kōtarō. Pomagała mu w walce z Crisis zarówno przed, jak i po dowiedzeniu się, że jest on RX'em. Kiedy poznała prawdę o swym chłopaku zaczęła trenować sztuki walki by walczyć z podwładnymi Crisis.
- Rodzina Sahara (佐原家 Sahara Ke) – rodzina, która przygarnęła Kōtarō i zatrudniła go w swej firmie Sahara Airlines jako pilota helikopterów.
  - Shunkichi Sahara (佐原 俊吉 Sahara Shunkichi) – mąż Utako, ojciec Shigeru i Hitomi oraz szef i przybrany wujek Kōtarō. Jest właścicielem Sahara Airlines. Wiecznie sprzecza się z żoną. Shunkichi zostaje zabity przez Jarka w 46 odcinku wraz z Utako.
  - Utako Sahara (佐原 唄子 Sahara Utako) – żona Shunkichiego, matka Shigeru i Hitomi i przybrana ciotka Kōtarō. Typowa pani domu, wiecznie sprzecza się z mężem. Utako zostaje zabita wraz z Shunkichim przez Jarka w 46 odcinku.
  - Shigeru Sahara (佐原 茂 Sahara Shigeru) – syn Shunkichiego i Utako, starszy brat Hitomi. Shigeru jest odważnym chłopakiem, który podziwia Kōtarō. Był on również pierwszą osobą, która odkryła, że Kōtarō jest RX'em. Chciałby zostać kosmonautą.
  - Hitomi Sahara (佐原 ひとみ Sahara Hitomi) – córka Shunkichiego i Utako, młodsza siostra Shigeru. W 15 odcinku stała się ofiarą porwania przez Crisis, gdyż wygląda jak nieżyjąca córka Cesarza Crisis. Od wyprania mózgu uratował ją Kōtarō, jednak Crisis omal nie zabiło dziewczynki. Kōtarō myśląc, że Hitomi zginęła wpadł w rozpacz i stał się Roboriderem.
- Saburō i Kengo (三朗と健吾 Saburō to Kengo) – koledzy Shigeru.
- Mglisty Joe (霞のジョー Kasumi no Jō) – mistrz sztuki walki Mglistej Pięści. Pierwszy raz pojawia się w 15 odcinku. Joe stał się bliskim przyjacielem Kōtarō, a ich relacje są podobne do tych, jakie łączyły Kōtarō i Nobuhiko. Joe to Ziemianin, który z własnej woli przyłączył się do Crisis, by dokonali na nim cyborgizacji czyniąc go silniejszym. Chłopak przeszedł proces prania mózgu co spowodowało, że nie pamięta ani swego imienia, ani swej przeszłości. Początkowo pod kontrolą Neckstickera miał powstrzymać RX'a od uratowania Hitomi, jednak podczas walki z nim odzyskał pamięć i stał się jego partnerem w walce z Crisis.
- Kyōko Matoba (的場響子 Matoba Kyōko) – dziewczyna obdarzona zdolnościami paranormalnymi. Świetnie strzela z łuku i jest zdolna do kontroli nad wodą gruntową i innymi przedmiotami np. skałami. Rodzice Kyōko zostali zabici przez potwora Crisis Mundegandego, toteż dziewczyna wspiera Kōtarō w walce z kosmitami.

## Crisis
Imperium Crisis (jap. クライシス帝国 Kuraishisu Teikoku) jest grupą kosmitów pochodzących z Ziemi istniejącej w innym wymiarze, która została wciągnięta przez czarną dziurę. Celem Crisis jest podbicie Ziemi poprzez wybicie całej ludzkości. Swoje działania argumentują tym, że są jedynymi godnymi przejęcia rządów nad planetą, skoro ludzie nie przejmują się jej losami.
- Generał Jark (jap. ジャーク将軍 Jāku Shōgun) – przywódca wojskowy imperium i naczelny dowódca armii inwazyjnej. Główny antagonista serii. Jest bezwzględny i z łatwością zabija bezbronnych. Jednocześnie dba o swoich podwładnych, a nawet ratuje Maribaron przed zabiciem przez Dasmadera i próbuje pomścić Gatezona i Bosguna po tym, jak obaj zostali zniszczeni przez Kōtarō. Pod koniec serii został przemieniony przez Crisisa w silniejszego wojownika imieniem Jark Midler, aby zabić Kōtarō. W Gwiezdnym Rycerzu jest znany jako hrabia Dregon, a jego forma Jark Midler jako osobna postać – Dregonator.
- Maribaron (jap. マリバロン) – pochodząca ze szlacheckiej rodziny spoza Crisis oficerka sztabowa imperium. Darzy Jarka nieodwzajemnionym uczuciem. Używa żółtego pióra na hełmie jako broni do strzałek lub do wysyłania wiadomości. W Gwiezdnym Rycerzu jest znana jako Nefaria.
- Bosgan (jap. ボスガン Bosugan) – Crisisian o podwójnej twarzy, odpowiadający za jednostkę mutantów. Kiedyś planował obalić generała Jarka, ale jego plany zostały udaremnione, gdy jeden z jego mieczy został zniszczony przez samego Jarka po odkryciu jego zdrady, kiedy dwukrotnie przegrał z Kōtarō. W Gwieznym Rycerzu jest znany jako Doubleface.
- Gatezon (jap. ガテゾーン Gatezōn) – dowódca jednostki robotów, czasami brał udział w walkach z Kōtarō. Potrafi oderwać własną głowę od ciała, które mogło nadal poruszać się samodzielnie bez głowy. W Gwiezdnym Rycerzu jest znany jako Cyclopter.
- Gedorian (jap. ゲドリアン Gedorian) – mały stworek, które zawdzięczało swoje życie Jarkowi i jest jednym z jego najbardziej lojalnych sług. Ciągle skacze i denerwuje wszystkich innych. Jest najbardziej tchórzliwy i szybko porzuca bitwę, zanim jeszcze się skończy. W Gwiezdnym Rycerzu jest znany jako Gork.
- Chackrum (jap. チャックラム Chakkuramu) – mały robot, który ogłasza przybycie Jarka przed swoimi podwładnymi i sam przekazuje wiadomości od Crisisa. W Gwiezdnym Rycerzu jest znany jako Fact.
- Dasmader (jap. ダスマダー Dasumadā) – pułkownik imperium Crisis, będący inspektorem mającym za zadanie jest przywrócenie sił inwazyjnych na właściwe tory. Jest wyjątkowo arogancki, przez co spotyka się z głęboką pogardą ze strony swych kolegów po fachu. Generał Jark niejednokrotnie chciał go zabić. Maribaron odkrywa, że był przebraniem dla ich władcy, Crisisa. Kiedy zginął, ujawnił się jako Crisis.
- Cesarz Crisis (jap. ライシス皇帝 Kuraishisu Kōtei) – dyktator Imperium Crisis, którego nie widać na początku, ale wspomniano go kilkakrotnie w całej serii. Chcąc ocalić swoje imperium, Crisis wysyła swoją armię, aby przejęła Ziemię, planując zniszczenie ludzkości i przeniesienie populacji Crisis z ich pierwotnego świata, aby rządzili Ziemią. Aby zbadać brak postępów w inwazji, ostatecznie przejmuje dowodzenie nad operacją jako Dasmader, rzekomy inspektor wysłany przez jego samego. Po wielu niepowodzeniach Crisis w końcu zaoferował Kōtarō szansę na zastąpienie Jarka i zostanie jego nową prawą ręką, a nawet współrządy na Ziemi. Gdy ten odmówił, stanął do walki jako Dasdamer, a po jego śmierci ujawnił się jako pojedyncza demoniczna głowa o świetlistych oczach. W Gwiezdnym Rycerzu jest znana jako Lavasect.
- Chapsi (jap. チャップ Chappu) – szeregowi żołnierze imperium, występująca w trzech kolorach. W Gwiezdnym Rycerzu są znani jako Komandoidy.

### Potwory Crisis
- Czaszkodemony (スカル魔 Sukaruma)
- Cubrican (キューブリカン Kyūburikan)
- Gynagis-Chan (ガイナギスカン Gainagisukan)
- Gangadin (ガンガディン)
- Gynagamos (ガイナガモス Gainagamosu)
- Kyurukyuruten (キュルキュルテン)
- Bujin (武陣)
- Acchipecchie (アッチペッチー Atchipetchī)
- Dogmarogma (ドグマログマ Dogumaroguma)
- Scryde (スクライド Sukuraido)
- Zunōjin (ズノー陣)
- Flarmyglarmy (フラーミグラーミ Furāmigurāmi)
- Deathgaron (デスガロン Desugaron)
- Triplony (トリプロン Toripuron)
- Necksticker (ネックスティッカー Nekkusutikkā)
- Musarabisara (ムサラビサラ)
- Croyzel (クロイゼル Kuroizeru)
- Byakki (ビャッ鬼)
- Bangkong (バングゴング Bangukongu)
- Antlont (アントロント Antoronto)
- Gynabalas (ガイナバラス Gainabarasu)
- Rickback (リックバック Rikkubakku)
- Gynakamakill (ガイナカマキル Gainakamakiru)
- Gynagingham (ガイナギンガム Gainagingamu)
- Matbot (マットボット Mattobotto)
- Chimeragomera (ギメラゴメラ Kimeragomera)
- Mundegande (ムンデガンデ)
- Metaheavy (メタヘビー Metahebī)
- Elgitron (エレギトロン Erugitoron)
- Kamieniodemon (岩魔 Ganma)
- Gazoragezora (ガゾラゲゾラ)
- Juraijin (シュライジン)
- Wiruki (ウィル鬼)
- Barunborun (バルンボルン)
- Gynaninpō (ガイナニンポー Gainaninpō)
- Niebo (天空 Tenkū)
- Spinglay (スピングレー Supingurē)
- Gynajagram (ガイナジャグラム Gainajaguramu)
- Stuoka Wiedźma (百目婆ァ Hyakubokubā)
- Gedleridle (ゲドルリドル Gedoruridoru)
- Hellgadem (ヘルガデム Herugademu)
- Granzyras (グランザイラス Guranzairasu)

## Media

### Film 3D
Kamen Rider: Sekai ni kakeru (jap. 仮面ライダー世界に駆ける Kamen Raidā Sekai ni kakeru) to krótki film 3D pierwotnie prezentowany w Coal History Village w Yūbari między 29 kwietnia a 31 października 1989 roku. Film przedstawia współpracę pomiędzy czterema alter ego Kōtarō Minami w (BLACK, RX, Roborider i Biorider) w walce z Imperium Crisis. Tetsuo Kurata wciela się w rolę głównego bohatera i odgrywa wszystkie cztery postacie. Fabułę filmu napisał Yoshio Urasawa.
W filmie Imperium Crisis opracowało plan, aby pokonać Kōtarō przez przywrócenie go z powrotem do starej formy Kamen Rider BLACK, nasyła na niego kilka potworów. Jednakże, Kamen Rider BLACK jest wspomagany przez innego wojownika RX, który wykorzystał zakrzywienie czasoprzestrzeni, aby pomóc sobie z przeszłości. Do obu wojowników dołączają alternatywne formy Minamiego: Roborider i Biorider, i w czwórkę wspólnymi siłami pokonują wroga.

## Muzyka
Opening
- "Kamen Rider Black RX" (jap. 仮面ライダーBLACK RX Kamen Raidā Burakku Āru Ekkusu)

Słowa: Chinfa Kan
Kompozycja i aranżacja: Eiji Kawamura
Wykonanie: Takayuki Miyauchi
Ending
- "Dareka ga kimi o aishiteru" (jap. 誰かが君を愛してる)

Słowa: Chinfa Kan
Kompozycja: Tetsuji Hayashi
Aranżacja: Eiji Kawamura
Wykonanie: Takayuki Miyauchi

## Obsada
- Kōtarō Minami/Kamen Rider BLACK RX: Tetsuo Kurata
  - Kamen Rider BLACK RX / Roborider / Biorider: Jirō Okamoto (kostium)
  - Roborider / Biorider: Tokio Iwata (kostium)
- Reiko Shiratori: Jun Kōyamaki (także Diana w Spielban)
- Shunkichi Sahara: Makoto Akatsuka
- Utako Sahara: Eri Tsuruma
- Shigeru Sahara: Gō Inoue
- Hitomi Sahara: Shōko Imura
- Gorō: Jou Onodera
- Mglisty Joe: Rikiya Koyama
- Kyōko Matoba: Megumi Ueno
- Cesarz Crisis: Gorō Naya (głos)
- Generał Jark: Toshimichi Takahashi (kostium), Seizō Katō (głos)
  - Jark Midla: Toshimichi Takahashi (kostium), Hidekatsu Shibata (głos)
- Maribaron: Atsuko Takahata
- Bosgan: Yoshikatsu Fujiki (kostium), Shōzō Iizuka (głos)
- Gatezon: Takayuki Kitamura (kostium), Toshimichi Takahashi (głos)
- Gedorian: Minoru Watanabe (kostium), Kazunori Arai (głos)
- Dasmader: Tetsuya Matsui